# Tipula (Sivatipula) mitocera
Tipula (Sivatipula) mitocera is een tweevleugelige uit de familie langpootmuggen (Tipulidae). De soort komt voor in het Oriëntaals gebied.